# Clasificación para el Campeonato Asiático de Futsal 2014
La Clasificación para el Campeonato Asiático de Futsal 2014 se jugó a finales del año 2013 para definir a 12 selecciones nacionales que participarían en la fase final del torneo a celebrarse en Vietnam.
Las tres mejores selecciones de la edición anterior más el país organizador (Vietnam) clasifican directamente a la fase final.

## ASEAN
Los partidos se jugaron en Bangkok, Tailandia del 19 al 27 de octubre.

### Fase de grupos

#### Grupo A
| País      | G | E | P | GF | GC | Pts |
| --------- | - | - | - | -- | -- | --- |
| Tailandia | 4 | 0 | 0 | 36 | 4  | 12  |
| Vietnam   | 3 | 0 | 1 | 18 | 10 | 9   |
| Malasia   | 2 | 0 | 2 | 26 | 10 | 6   |
| Filipinas | 1 | 0 | 3 | 9  | 50 | 3   |
| Brunéi    | 0 | 0 | 4 | 10 | 25 | 0   |

| Equipo 1  | Resultado | Equipo 2  |
| --------- | --------- | --------- |
| Malasia   | 1-2       | Vietnam   |
| Brunéi    | 3-5       | Filipinas |
| Filipinas | 1-20      | Tailandia |
| Brunéi    | 4-8       | Malasia   |
| Tailandia | 8-1       | Brunéi    |
| Vietnam   | 10-1      | Filipinas |
| Brunéi    | 2-4       | Vietnam   |
| Malasia   | 0-2       | Tailandia |
| Filipinas | 2-17      | Malasia   |
| Tailandia | 6-2       | Vietnam   |

#### Grupo B
| País           | G | E | P | GF | GC | Pts |
| -------------- | - | - | - | -- | -- | --- |
| Australia      | 4 | 0 | 0 | 36 | 4  | 12  |
| Indonesia      | 3 | 0 | 1 | 32 | 11 | 9   |
| Birmania       | 2 | 0 | 2 | 19 | 10 | 6   |
| Timor Oriental | 0 | 1 | 3 | 4  | 32 | 1   |
| Laos           | 0 | 1 | 3 | 3  | 37 | 1   |

| Equipo 1       | Resultado | Equipo 2       |
| -------------- | --------- | -------------- |
| Birmania       | 3-5       | Indonesia      |
| Laos           | 2-2       | Timor Oriental |
| Timor Oriental | 1-8       | Australia      |
| Laos           | 1-6       | Birmania       |
| Australia      | 17-0      | Laos           |
| Indonesia      | 12-1      | Timor Oriental |
| Laos           | 0-12      | Indonesia      |
| Birmania       | 0-4       | Australia      |
| Timor Oriental | 0-10      | Birmania       |
| Indonesia      | 3-7       | Australia      |

### Fase final
Los finalistas y el tercer lugar clasifican al torneo continental.
|  | Semifinales            | Semifinales            |   |                        | Final                  | Final |  |
|  |                        |                        |   |                        |                        |       |  |
|  |                        |                        |   |                        |                        |       |  |
|  | Bangkok, 25 de octubre |                        |   |                        |                        |       |  |
|  | Tailandia              | 10                     |   |                        |                        |       |  |
|  | Indonesia              | 4                      |   |                        |                        |       |  |
|  |                        |                        |   |                        |                        |       |  |
|  |                        |                        |   |                        | Bangkok, 27 de octubre |       |  |
|  |                        |                        |   |                        | Tailandia              | 2     |  |
|  |                        | Australia              | 1 |                        |                        |       |  |
|  |                        |                        |   |                        |                        |       |  |
|  |                        |                        |   |                        |                        |       |  |
|  |                        |                        |   |                        | Tercer lugar           |       |  |
|  | Bangkok, 25 de octubre | Bangkok, 25 de octubre |   | Bangkok, 27 de octubre | Bangkok, 27 de octubre |       |  |
|  | Australia              | 6                      |   | Indonesia              | 3                      |       |  |
|  | Vietnam                | 1                      |   |                        | Vietnam                | 7     |  |

## Este
Los partidos se jugaron en Vietnam. Los tres primeros lugares clasifican al torneo continental.
| País          | G | E | P | GF | GC | Pts |
| ------------- | - | - | - | -- | -- | --- |
| China         | 3 | 1 | 0 | 18 | 2  | 10  |
| China Taipéi  | 3 | 1 | 0 | 14 | 8  | 10  |
| Corea del Sur | 2 | 0 | 2 | 19 | 10 | 6   |
| Hong Kong     | 1 | 0 | 3 | 10 | 23 | 3   |
| Macao         | 0 | 0 | 4 | 5  | 23 | 0   |

| 3 de octubre de 2013 | China                                                                                          | 9 – 0   | Macao | Phú Thọ Indoor Stadium, Ho Chi Minh City                  |                                                           |
|                      | Deng Tao 1' · Geng Deyang 10' 12' · Zhang Wen 18' 26' 27' · Tan Guohui 23' 36' · Liu Chang 29' | Reporte |       | Asistencia: 300 espectadores Árbitro(s): Trương Quốc Dũng | Asistencia: 300 espectadores Árbitro(s): Trương Quốc Dũng |

| 3 de octubre de 2013 | China Taipéi                                                | 4 – 2   | Hong Kong                          | Phú Thọ Indoor Stadium, Ho Chi Minh City                   |                                                            |
|                      | Lo Chih-an 17' · Chi Sheng-fa 21' 38' · Tseng Ching-yao 33' | Reporte | So Sheung Kwai 6' · Chow Ka Wa 27' | Asistencia: 400 espectadores Árbitro(s): Yasukazu Nobumoto | Asistencia: 400 espectadores Árbitro(s): Yasukazu Nobumoto |

| 4 de octubre de 2013 | Hong Kong | 0 – 5   | China                                                                        | Phú Thọ Indoor Stadium, Ho Chi Minh City              |                                                       |
|                      |           | Reporte | Tan Guohui 7' · Hu Jie 8' · Geng Deyang 10' · Xu Yang 16' · Liang Shuang 25' | Asistencia: 250 espectadores Árbitro(s): Scott Kidson | Asistencia: 250 espectadores Árbitro(s): Scott Kidson |

| 4 de octubre de 2013 | Macao         | 1 – 5   | Corea del Sur                                                                               | Phú Thọ Indoor Stadium, Ho Chi Minh City            |                                                     |
|                      | Lei Ka Hou 9' | Reporte | Lee Min-yong 3' · Kim Min-kuk 7' · Shin Jong-hoon 16' · Kim Jang-goon 20' · Park Ha-nul 30' | Asistencia: 300 espectadores Árbitro(s): Rey Ritaga | Asistencia: 300 espectadores Árbitro(s): Rey Ritaga |

| 5 de octubre de 2013 | Corea del Sur              | 3 – 5   | China Taipéi                                                                   | Phú Thọ Indoor Stadium, Ho Chi Minh City                |                                                         |
|                      | Shin Jong-hoon 20' 27' 32' | Reporte | Liu Chi-chao 14' · Lo Chih-an 17' · Tsai Hsien-tang 19' · Chi Sheng-fa 30' 38' | Asistencia: 300 espectadores Árbitro(s): Ryan Shepheard | Asistencia: 300 espectadores Árbitro(s): Ryan Shepheard |

| 5 de octubre de 2013 | Macao                                              | 3 – 6   | Hong Kong                                                              | Phú Thọ Indoor Stadium, Ho Chi Minh City                    |                                                             |
|                      | Kwok Siu Tin 13' · Cheang 19' · Kong Cheng Hou 36' | Reporte | So Sheung Kwai 13' 40' · Yeung Chi Lun 18' 37' 39' · Liu Yik Shing 28' | Asistencia: 250 espectadores Árbitro(s): Hiroyuki Kobayashi | Asistencia: 250 espectadores Árbitro(s): Hiroyuki Kobayashi |

| 6 de octubre de 2013 | China Taipéi                           | 3 – 1   | Macao              | Phú Thọ Indoor Stadium, Ho Chi Minh City                      |                                                               |
|                      | Chi Sheng-fa 3' 17' · Chen Chia-ho 21' | Reporte | Kong Cheng Hou 28' | Asistencia: 300 espectadores Árbitro(s): Samsudin Bin Ibrahim | Asistencia: 300 espectadores Árbitro(s): Samsudin Bin Ibrahim |

| 6 de octubre de 2013 | Corea del Sur | 0 – 2   | China                 | Phú Thọ Indoor Stadium, Ho Chi Minh City              |                                                       |
|                      |               | Reporte | Li Xin 6' · Hu Jie 8' | Asistencia: 300 espectadores Árbitro(s): Scott Kidson | Asistencia: 300 espectadores Árbitro(s): Scott Kidson |

| 7 de octubre de 2013 | Hong Kong                                 | 2 – 11  | Corea del Sur | Phú Thọ Indoor Stadium, Ho Chi Minh City                  |                                                           |
|                      | Lim Kyoung-hun 1' (a.g.) · Chow Ka Wa 12' | Reporte | Lee Min-yong 1' 18' · Kim Min-kuk 2' 4' 16' · Lim Kyoung-hun 3' · Chow Ka Wa 6' (a.g.) · Kim Ho-jin 7' 24' · Lee Ji-ho 29' 32' | Asistencia: 200 espectadores Árbitro(s): Trương Quốc Dũng | Asistencia: 200 espectadores Árbitro(s): Trương Quốc Dũng |

| 7 de octubre de 2013 | China                      | 2 – 2   | China Taipéi                        | Phú Thọ Indoor Stadium, Ho Chi Minh City                      |                                                               |
|                      | Lu Yue 4' · Tan Guohui 17' | Reporte | Chen Chia-ho 16' · Chi Sheng-fa 40' | Asistencia: 300 espectadores Árbitro(s): Samsudin Bin Ibrahim | Asistencia: 300 espectadores Árbitro(s): Samsudin Bin Ibrahim |

## Centro y Sur
Los partidos se jugaron en Uzbekistán. Los tres primeros lugares clasifican al torneo continental.
| País         | G | E | P | GF | GC | Pts |
| ------------ | - | - | - | -- | -- | --- |
| Uzbekistán   | 3 | 0 | 0 | 20 | 6  | 9   |
| Tayikistán   | 2 | 0 | 1 | 17 | 13 | 6   |
| Kirguistán   | 0 | 1 | 2 | 7  | 15 | 1   |
| Turkmenistán | 0 | 1 | 2 | 7  | 17 | 1   |

| 5 de noviembre de 2013 | Kirguistán                                    | 4 – 8   | Tayikistán                                                   | Uzbekistan Sports Complex, Tashkent                      |                                                          |
|                        | Djetybaev 24' 36' · Kadyrov 30' · Sundeev 40' | Reporte | Ulmasov 11' 36' · Jumaev 15' · Makhmudov 16' 19' 37' 38' 40' | Asistencia: 300 espectadores Árbitro(s): Alireza Sohrabi | Asistencia: 300 espectadores Árbitro(s): Alireza Sohrabi |

| 5 de noviembre de 2013 | Uzbekistán                                                                                   | 10 – 1  | Turkmenistán | Uzbekistan Sports Complex, Tashkent                  |                                                      |
|                        | Yunusov 1' · Rakhmatov 14' 19' 26' 39' · Irsaliev 18' · Abdumavlyanov 32' · Sharipov 36' 38' | Reporte | Kervenov 25' | Asistencia: 900 espectadores Árbitro(s): Zhang Youze | Asistencia: 900 espectadores Árbitro(s): Zhang Youze |

| 6 de noviembre de 2013 | Turkmenistán             | 2 – 2   | Kirguistán                        | Uzbekistan Sports Complex, Tashkent                             |                                                                 |
|                        | Atayev 25' · Rejepov 30' | Reporte | Baygazy Uulu 6' · Abdykadyrov 19' | Asistencia: 100 espectadores Árbitro(s): Abdulrahman Abdulqader | Asistencia: 100 espectadores Árbitro(s): Abdulrahman Abdulqader |

| 6 de noviembre de 2013 | Tayikistán                                   | 4 – 5   | Uzbekistán                                                                        | Uzbekistan Sports Complex, Tashkent                         |                                                             |
|                        | Jumaev 22' · Ulmasov 33' · Makhmudov 35' 39' | Reporte | Shohzukhurov 9' (a.g.) · Rakhmatov 20' · Yunusov 22' · Irsaliev 22' · Elibaev 29' | Asistencia: 1,200 espectadores Árbitro(s): Husein Khalaileh | Asistencia: 1,200 espectadores Árbitro(s): Husein Khalaileh |

| 7 de noviembre de 2013 | Tayikistán                                          | 5 – 4   | Turkmenistán                                                  | Uzbekistan Sports Complex, Tashkent                   |                                                       |
|                        | Makhmudov 7' 13' · Jumaev 19' 28' · Mamedbabaev 27' | Reporte | Ashyrov 3' · Annayev 4' · Mamedbabaev 5' (a.g.) · Rejepov 27' | Asistencia: 100 espectadores Árbitro(s): Liu Jianqiao | Asistencia: 100 espectadores Árbitro(s): Liu Jianqiao |

| 7 de noviembre de 2013 | Uzbekistán                                    | 5 – 1   | Kirguistán   | Uzbekistan Sports Complex, Tashkent                     |                                                         |
|                        | Irsaliev 7' 11' · Yunusov 8' 17' · Buriev 27' | Reporte | Chotbaev 37' | Asistencia: 800 espectadores Árbitro(s): Hasan Mohammed | Asistencia: 800 espectadores Árbitro(s): Hasan Mohammed |

## Oeste
Los partidos se jugaron en Malasia del 8 al 12 de diciembre. Los tres primeros lugares del grupo clasifican al torneo continental.
| País           | G | E | P | GF | GC | Pts |
| -------------- | - | - | - | -- | -- | --- |
| Líbano         | 3 | 1 | 0 | 13 | 9  | 10  |
| Kuwait         | 2 | 2 | 0 | 13 | 7  | 8   |
| Irak           | 1 | 2 | 1 | 8  | 8  | 5   |
| Catar          | 0 | 2 | 2 | 5  | 10 | 2   |
| Arabia Saudita | 0 | 1 | 3 | 10 | 15 | 1   |

| Equipo 1       | Resultado | Equipo 2       |
| -------------- | --------- | -------------- |
| Kuwait         | 6-3       | Arabia Saudita |
| Líbano         | 4-3       | Irak           |
| Irak           | 1-1       | Kuwait         |
| Arabia Saudita | 2-2       | Catar          |
| Catar          | 1-3       | Líbano         |
| Arabia Saudita | 2-3       | Irak           |
| Líbano         | 4-3       | Arabia Saudita |
| Catar          | 1-4       | Kuwait         |
| Irak           | 1-1       | Catar          |
| Kuwait         | 2-2       | Líbano         |